# Оленеостровский могильник (Онежское озеро)
Оленеостро́вский моги́льник — археологический памятник эпохи мезолита или неолита в Карелии.
Расположен на территории Южного Оленьего острова на Онежском озере в 12 км от острова Кижи.

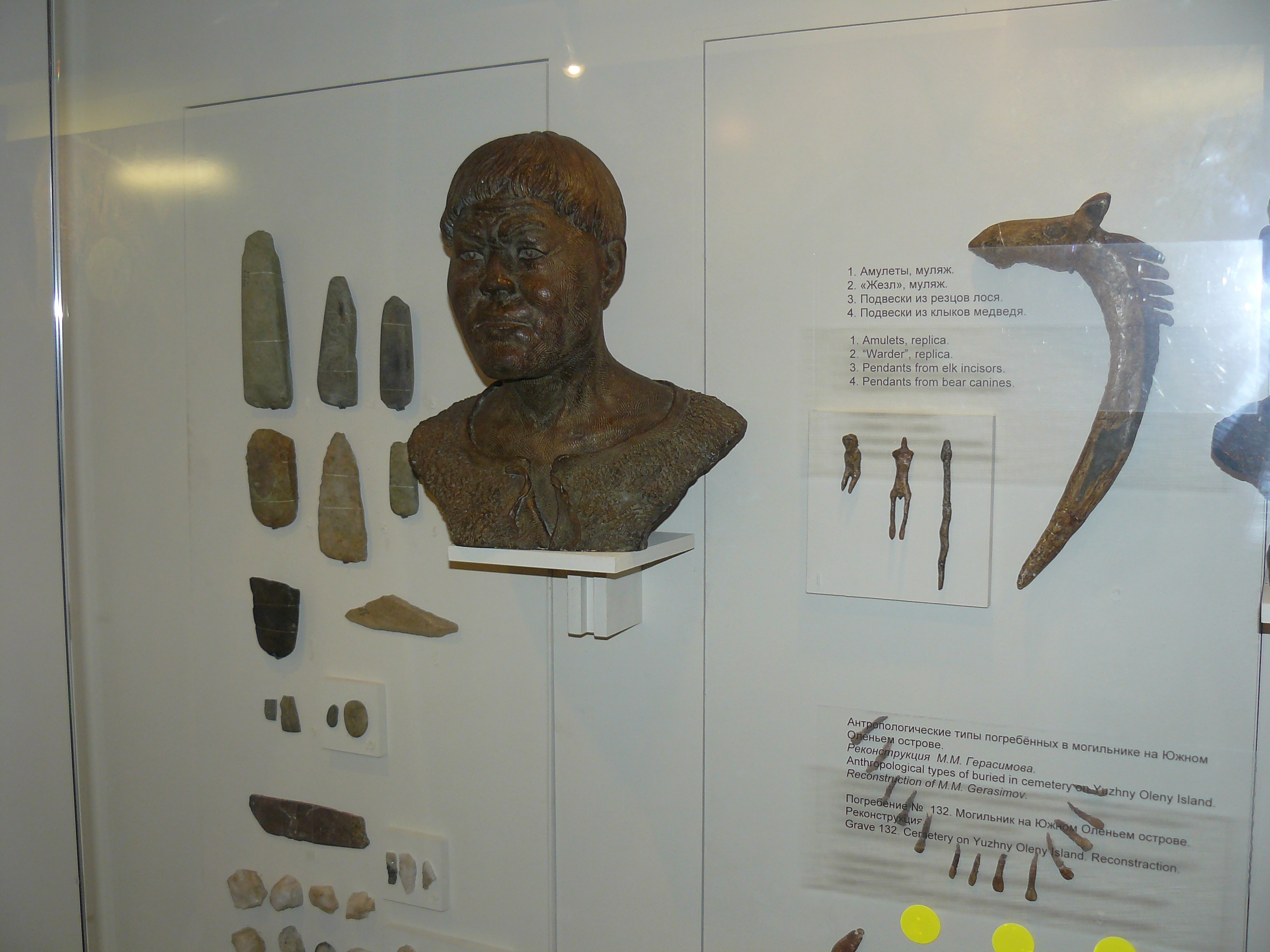
Артефакты и криминалистическая реконструкция восточного охотника-собирателя с острова Южный Олений, автор М. М. Герасимов. Часть экспозиции в Национальном музее Республики Карелия

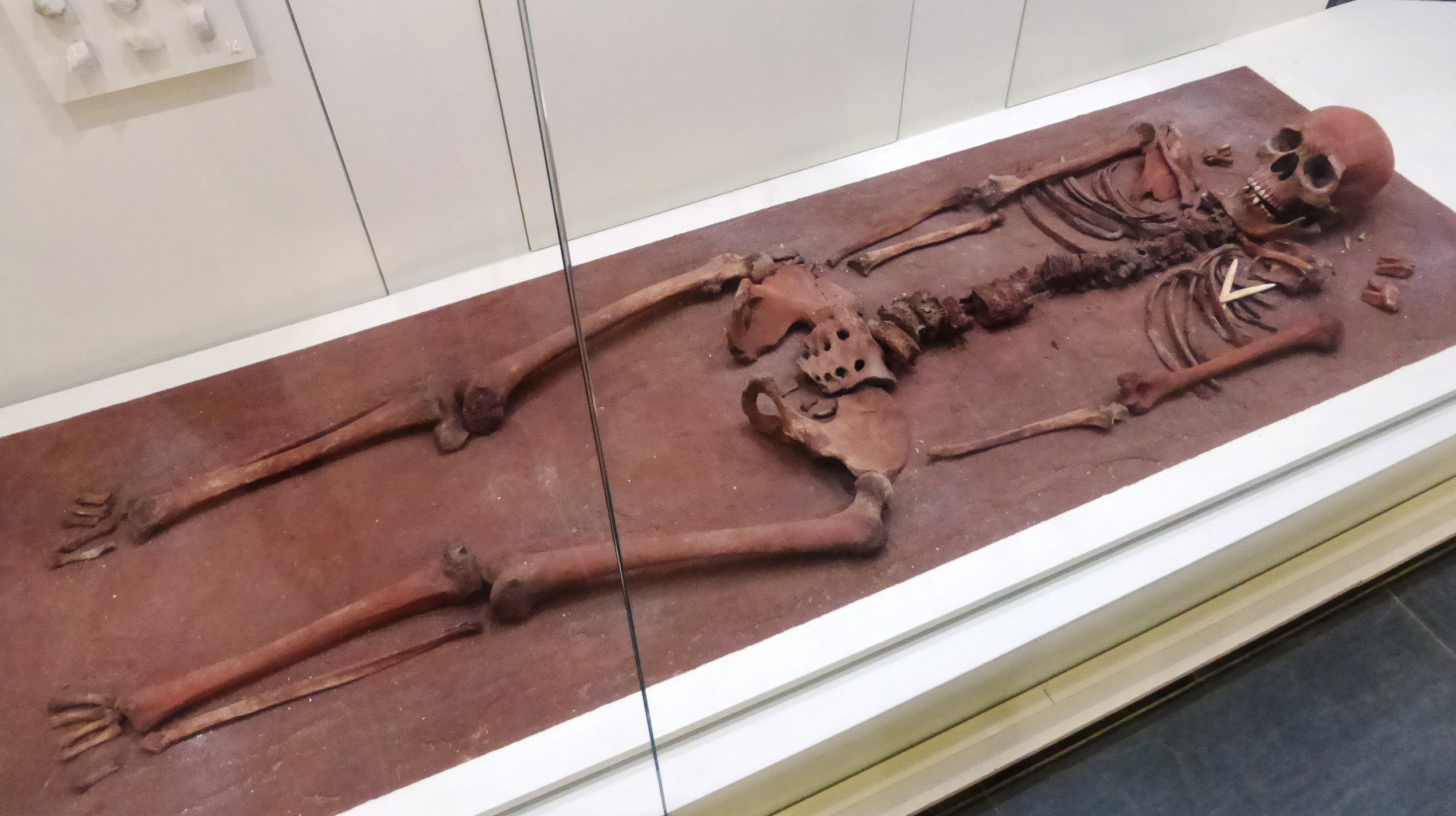
Реконструкция захоронения № 132 Оленеостровского могильника в Национальном музее Республики Карелия

## Общие сведения
Могильник на Южном Оленьем острове был обнаружен в 1936 году в ходе разработки известняковых залежей. Именно известковая почва обеспечила сохранность обнаруженных человеческих костяков могильника. В период научных исследований (1936—1938) был вскрыт участок площадью 2350 м² со 177 погребениями. Обнаруженные останки, посыпанные охрой, расположены в могилах размером до 2×0,7 м, глубиной от 0,6 до 1,8 м. Ориентированы могилы с запада на восток. В могилах найдены предметы различного назначения: орудия из камня, наконечники стрел из камня и кости, подвески из резцов лося и клыков медведя. Методом зооархеологии с помощью масс-спектрометрии (ZooMS) было установлено, что в трёх могилах, в одной из которых находились двое умерших, 12 из 37 костяных подвесок были изготовлены из человеческих останков, остальные подвески были изготовлены преимущественно из костей лося и крупного рогатого скота.
Первоначально могильник был датирован 2-м тысячелетием до н. э., а затем учёные «отодвинули» дату его образования на пять тысяч лет вглубь истории. Радиоуглеродным методом было получено 19 дат: погребение 70 — 7470±240, 142 — 7220±110, 84-85 — 7210±50, 152—153 — 7140±40, 71 — 7130±40, 158 — 7130±70, 118 — 7080±80, 108—109 — 7070±100, 151 — 6980±200, 73 — 6960±100, 10 — 6950±90, 19 — 6870±200, 3-3а — 6830±100, 16 — 6790±80 лет назад. Погребение 100 более древнее — 9910±80 лет назад. Позднее выяснилось, что 8,2 тыс. л. н. захоронения на Южном Оленьем острове совершались только в течение 100—200 лет. Оленеостровский могильник начали использовать около 8340—8200 лет назад, а закончили — 8125—7935 лет назад.

## Материальная культура
Носители культуры охотились с помощью лука и стрел, а также костяных гарпунов. Они также изготавливали одежду при помощи костяных игл: куртки с капюшоном, штаны и обувь. Оленеостровцы жили в отапливаемых землянках.

## Антропология
Рост скелетов достигал 180 см. Антропологическая принадлежность человеческих останков могильника была дискуссионной. Часть исследователей считали найденные черепа кроманьоидными, другие (М. М. Герасимов) замечали монголоидное влияние. После уточнения краниометрических измерений гипотеза о монголоидном влиянии была опровергнута.
Теснейшее сходство с оленеостровцами имеют погребённые в мезолитическом могильнике Попово в Каргопольском районе Архангельской области (культура Веретье). Оба типа могут быть включены в единый кластер древнейшего европеоидного населения Восточной Европы, отличный от европеоидов Прибалтики и Украины. У одной женщины из Оленеостровского могильника, жившей около 8 тыс. л. н., выявили древнейший пример хирургического лечения коренных зубов в северной части Евразии — удаление постоянных моляров нижней челюсти.

## Палеогенетика
У трёх человек с Южного Оленьего острова, живших более 7500 лет назад в эпоху мезолита (UZOO-7, UZOO-8 и UZOO-74), была выявлена крайне редко встречающаяся в Европе митохондриальная гаплогруппа C1. Гаплотип всех трёх обитателей Южного Оленьего острова относится к особому новому субкладу C1f. Для этого субклада не найдено соответствий в текущей базе данных ископаемых и современных митохондриальных геномов. Кроме гаплогруппы C (mtDNA), на Южном Оленьем острове были обнаружены митохондриальные гаплогруппы U4, U2e, U5a, J, H, R1b (UZ0077). У одного мезолитического обитателя Южного Оленьего острова (№ I0061/UzOO74), жившего 8800—7950 л. н., была определена Y-хромосомная гаплогруппа R1a1-SRY10831.2 (M459+, Page65.2+, not M515, not M198, not M512, not M514, not L449) и митохондриальная гаплогруппа C1g. У другого мезолитического обитателя Южного Оленьего острова (образец I0221/UZ0040) была обнаружена Y-хромосомная гаплогруппа J2a и митохондриальная гаплогруппа U4a. Образец I0211/UZ0040 был секвенирован с низким охватом 0,136× по всем захваченным SNP, что не позволяет определить пигментацию. Индивид I0061/UzOO74 с высокой вероятностью был кареглазым (0,99) и имел тёмные волосы (0,96). У него предполагается промежуточный фенотип пигментации кожи, поскольку он носил наследственный аллель rs16891982 (в гене SLC45A2) и производный аллель rs1426654 (в гене SLC24A5). Наличие светлокожего аллеля в rs1426654 в дополнение к пяти дополнительным аллелям, ассоциированным с гаплотипом C11, в гаплотипе, определяющем SNPs, позволяет предположить, что индивид I0061/UzOO74 носил светлокожий гаплотип C11.
У образца UOO004 определили Y-хромосомную гаплогруппу R1b-P297 (xM269), у образца UOO012 — гаплогруппу R1a2-YP4141>pre-YP5018, у образца UOO033 — гаплогруппу Q1a2-L54>M1107>M930>pre-L804, у образца гаплогруппу UOO035 — Q1a1-F1096* (xM25,F746), у образца UOO049 — гаплогруппу J1-M267 (xY6313,Z2215), у образца UOO051 — гаплогруппу R1a1-pre-M459, у образцов UOO052 и UOO053 — гаплогруппу Q1a1-F1096>pre-F746 (xM120,YP1500), у образца UOO059 — гаплогруппу pre-J1-M267 (xZ2215,FT265222,F2306,Y158859,ZS50).